# Amanita austroviridis
Amanita austroviridis là một loài nấm thuộc chi Amanita trong họ Amanitaceae. Loài này được O.K.Mill. miêu tả khoa học lần đầu tiên năm 1992. Amanita austroviridis được tìm thấy ở Úc.